# محمد بن واسع
محمد بن واسع الأزدي (40 هـ - 123 هـ / 660م - 740م): تابعي، فقيه، من الزهاد. من أهل البصرة، عرض عليه ابن الجارود مالك بن المنذر قضاؤها، فأبى. ولكنه بعد ذلك قبل شرطة البصرة أيام هشام بن عبد الملك، قال المدائني: «ولى أَبُو العاج شرطته مُحَمَّد بْن واسع العابد». وقد عد المدائني محمد بن واسع في أمراء العرب بالبصرة، وله بها دار مشهورة. شهد محمد بن واسع حرب الخوارج مع المهلب بن أبي صفرة، وذلك أيام دولة ابن الزبير سنة 65 هـ.وكان قد خرج مع قتيبة بن مسلم إِلى خراسان غازيا، كما كَانَ فِي فتح مَا وَرَاء النَّهر، قال الأصمعي: «لما صافّ قتيبة بن مسلم الترك وهاله أمرهم، سأل عن محمد ابن واسع، فقيل: هو ذاك في الميمنة يبصبص بإصبعه نحو السماء، قال: تلك الإصبع أحب إليَّ من مئة ألف سيف!».
اختلف في نسبه فقيل من بارق، وفي ذلك قال ابن حبان:«هو سيد قومه بارق الأزد في البصرة، ومن رهط علي بن عبد الله البارقي التابعي»، وزعم ابن الكلبي أنه من عوهى، وفي ذلك قال ابن دريد:«عَوْهَى بِالْعينِ فَهُوَ أَبُو بطن من الْعَرَب من الأزد، زعم ابْن الْكَلْبِيّ أَن مِنْهُم مُحَمَّد بن وَاسع»،أما ابن سعد البغدادي فرفع له نسبا إلى بني زِياد بن شمس إخوة الحدّان، وقال: «مُحَمَّدُ بْنُ وَاسِعِ بْنِ جَابِرِ بْنِ الأَخْنَسِ بْنِ عَابِدِ بْنِ خَارِجَةَ بن زياد بن شمس من ولد عمرو بن نصر بن الأزد»، وقد تبع قول ابن سعد كلٌ من ابن حزم وابن عساكر. بينما البلاذري قال:«محمد بن واسع بن عبيد بن عاصم بن قيس بن الصلت بن حبيب السلمي».
يعد ابن واسع من ثقات أهل الحديث، وهو قليل الرواية، يحدث عن: أنس بن مالك وعبيد بن عمير الليثي ومطرف بن الشخير وعبد الله ابن الصامت وأبي صالح السمان ومحمد بن سيرين وغيرهم.

## الوفاة
توفي محمد بن واسع سنة ثلاث وعشرين ومئة .